# Гусейнов, Аслан Агагусейн оглы
Аслан Агагусейн оглы Гусейнов (азерб. Aslan Ağahüseyn oğlu Hüseynov; 7 ноября 1916, Сальяны — 18 августа 1991) — советский азербайджанский хозяйственный, государственный и партийный деятель.

## Биография
Аслан Агагусейн оглы Гусейнов родился 7 ноября 1916 года в городе Сальяны Бакинской губернии. Рос в многодетной семье, был самым младшим среди четырёх братьев и двух сестёр. Отец – сельскохозяйственный работник, мать – домохозяйка. В 1933 году Аслан окончил Сальянский педагогический техникум и получил диплом учителя начальной школы.
Начал трудовую деятельность в 1932 году, работал секретарем райпрокуратуры. В 1933 году был переведён в аппарат Контрольной комиссии рабоче-крестьянской инспекции. В 1934 году перешёл на работу секретарём в райисполком.
В 1941 году окончил факультет иностранных языков Азербайджанского педагогического института имени В. И. Ленина и получил специальность педагога немецкого языка.
25 июня 1941 года был призван в ряды Красной Армии. С июля 1941 года по октябрь 1942 года был курсантом Бакинского зенитно-артиллерийского училища.
В сентябре 1942 года воевал на Сталинградском фронте в составе зенитной батареи ПВО 60-й Армии в качестве командира приборного взвода. С апреля 1943 года – участник боевых операций на Юго-Западном фронте. В июне 1943 года был принят в ряды ВКП (б).
С января по август 1944 года участвовал в боевых действиях в районе Днестра в составе 8-й Гвардейской Армии. За форсирование Днепра награждён орденом Отечественной войны II степени. С сентября 1944 года принимал участие в военных операциях на Румыно-Болгарской границе, был среди советских воинов-освободителей, принесших свободу Белграду. За сбитый самолет ФВ-180 Гусейнов награждён орденом Красной Звезды.
В январе 1945 года в боях за город Секешвехервар получил серьёзное ранение и до июня проходил лечение в госпитале № 4488 п/почта 05779 в городе Кечкемет (Венгрия). В июле 1945 года в штабе третьей Зенитно-артиллерийской дивизии ему был вручен орден Отечественной войны I степени за три подбитых танка.
С сентября 1945 года по апрель 1947 года Гусейнов продолжил военную службу в разведке в составе контингента советских войск на территории Болгарии.
В 1947-1950 годах работал инспектором по городским школам в РОНО, инструктором и заведующим орготделом райкома партии, преподавателем немецкого языка в школах № 2 и 3 города Баку.
С 1950 по 1952 год учился в Бакинской высшей партийной школе при ЦК КП Азербайджана. После её окончания работал заместителем начальника политотдела СМК 24 в селе Карагюн Али-Байрамлинского района. В июне 1953 года в связи со строительством Джейранбатана он был переведён в СМК-26. Вскоре решением бюро ЦК КП Азербайджана получил назначение на пост начальника политотдела.
В 1957 году Гусейнов был рекомендован на учебу в Высшую партийную школу при ЦК КПСС города Москвы. После окончания ВПШ в августе 1959 года работал ответорганизатором ЦК КП Азербайджана.
В ноябре 1957 года был избран секретарем Ярдымлинского районного Комитета партии. С августа 1961 года – первый секретарь Сальянского райкома партии.
С 1962 года член ЦК КП Азербайджана, делегат XXII и XXIV съездов КПСС. В 1966 году Гусейнов был награжден Орденом Ленина.
9 марта 1968 года приказом № 70 Министерства обороны СССР ему было присвоено звание подполковника.
В июле 1970 года Гусейнов был избран первым секретарем Нахичеванского обкома партии. Был депутатом Верховного Совета СССР  VII, VIII и IX созывов.
30 декабря 1975 года решением бюро ЦК КП Азербайджана Гусейнов был утверждён председателем партийной комиссии при ЦК КП Азербайджана.
В январе 1981 года завершил трудовую деятельность и вышел на пенсию, возглавлял Совет ветеранов.
Вырастил двух сыновей и дочь. Старший сын посвятил свою жизнь работе в органах внутренних дел, младший - педагогической деятельности, а дочь стала врачом.
Аслан Агагусейн оглы Гусейнов умер 18 августа 1991.

## Память
Одна из улиц в городе Сальяны носит имя Гусейнова. В 2015 году она была частью этапа эстафеты факела первых Европейских игр «Баку-2015».

## Награды
- Орден Трудового Красного Знамени (?)
- Орден Отечественной войны II степени (1944)
- Орден Красной Звезды (1944)
- Орден Отечественной войны I степени (1945, ?)
- Медаль «За победу над Германией в Великой Отечественной войне 1941—1945 гг.» (1945)
- Медаль «За освобождение Белграда» (1945)
- Медаль «За взятие Вены» (1945)
- Орден Ленина (1966)[5]
- Орден Октябрьской Революции (1971)[6]